# Dos hombres contemplando la luna

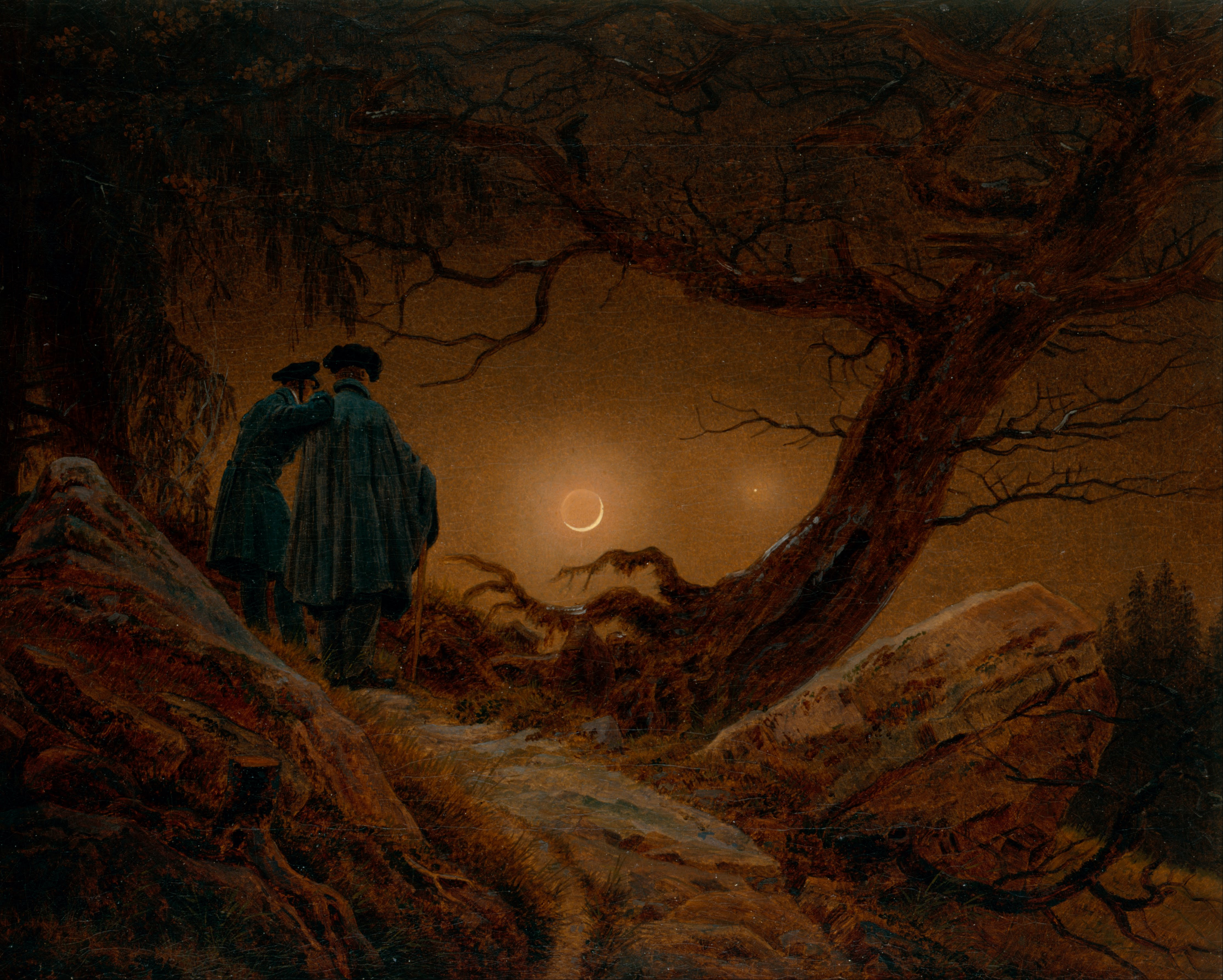
Dos hombres contemplando la luna, Galería Neue Meister, 1819–20,35 x 44,5 cm.

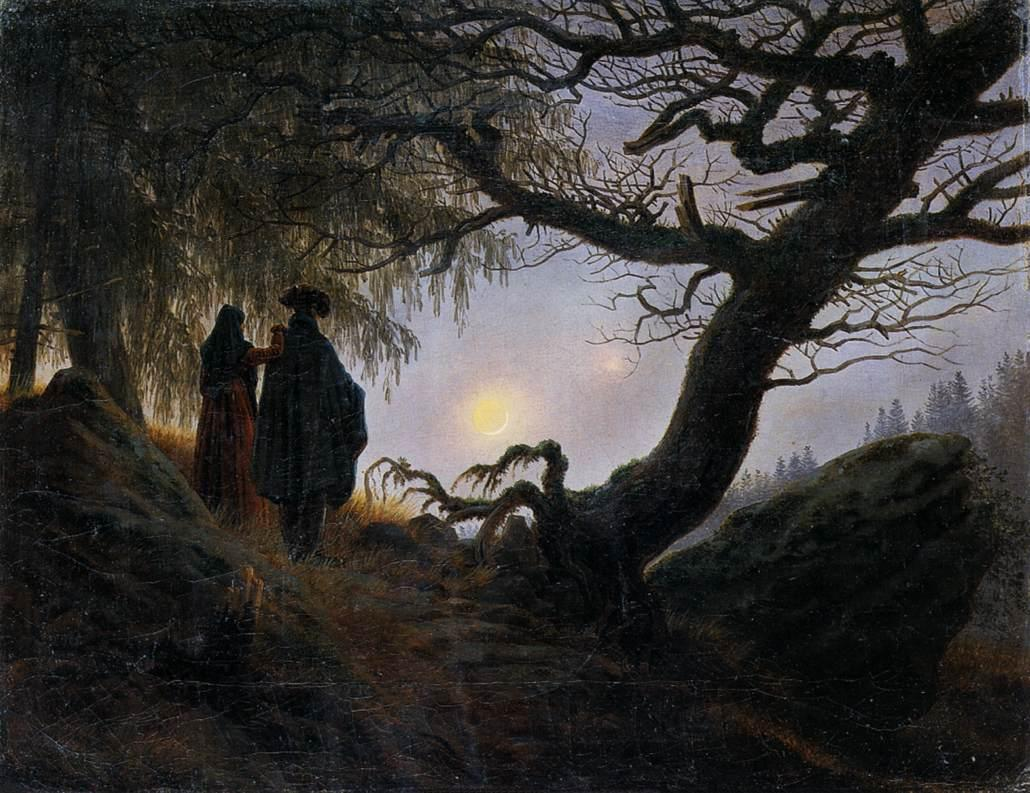
Hombre y mujer contemplando la luna, Antigua Galería Nacional de Berlín, c. 1824. 34 x 44 cm.

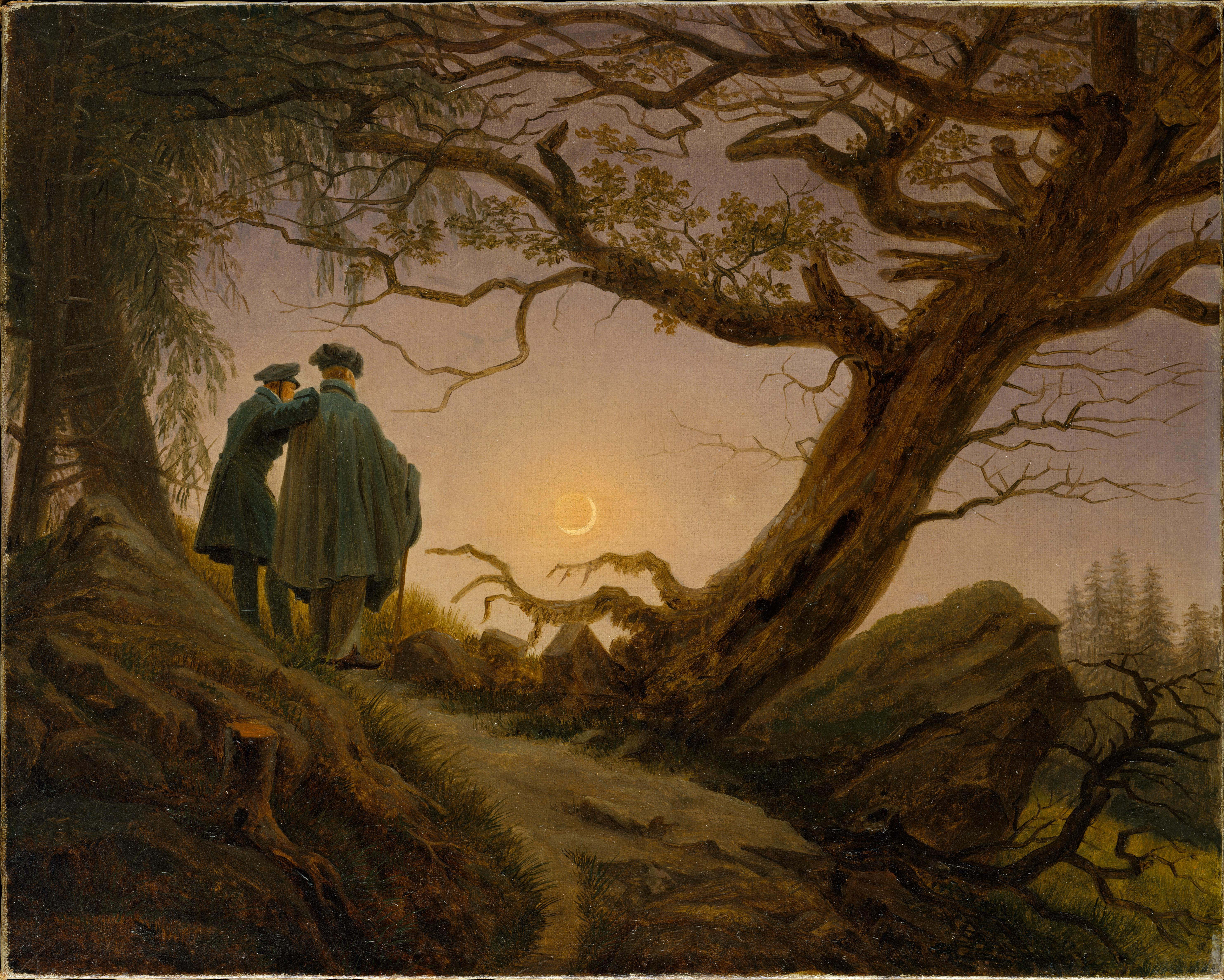
Dos hombres contemplando la luna, Museo Metropolitano de Arte, c. 1825–30. 34,9 x 43,8 cm.

Dos hombres contemplando la luna (en alemán: Zwei Männer in Betrachtung des Mondes) y Hombre y mujer contemplando la luna es una serie de pinturas similares de Caspar David Friedrich, que se encuentran entre sus obras más conocidas. Friedrich pintó al menos tres versiones, con una variación que presenta un hombre y una mujer. La versión de 1819–20 en la Galería Neue Meister se cree es la original; la variante de c. 1824 con una mujer está en la Antigua Galería Nacional de Berlín; y la versión de c. 1830 en el Museo Metropolitano de Arte.
Estas pinturas de paisaje románticas alemanas representan dos figuras en un bosque oscuro recortadas contra un cielo de tono suave. Los primeros planos oscuros contrastan nítidamente con los fondos claros. El cielo sugiere que el tiempo es alrededor del crepúsculo, con la luna creciente alzándose en el horizonte. Las ramas y raíces oscuras de un árbol muerto desarraigado contrastan con el cielo. Las ramas retorcidas y los contrastes duros parecen crear un entorno amenazante para las figuras, con reminiscencias del estilo gótico visto originalmente en la época medieval, pero idealizado y revivido en la época romántica. Lo mismo trasmiten los árboles y rocas oscuros y sombríos que rodean a la pareja. Las propias figuras están vestidas con colores oscuros y prendas rígidas, más bien formales, que indican también su pertenencia a la clase alta. Las obras enfatizan la espiritualidad en la naturaleza y la presencia en ella de lo sublime, temas destacados de Friedrich.
El dramaturgo Samuel Beckett, de pie ante Hombre y mujer contemplando la luna, dijo "Esta fue la fuente  de Esperando a Godot, sabes."

## Descripción y composición
Las pinturas muestran a dos personas en un camino de montaña, que se dirige desde la parte inferior central hacia la izquierda. El hombre a la derecha lleva una capa gris verdosa y la boina negra del altdeutsche Tracht y tiene un bastón en la mano derecha. El hombre a la izquierda está un poco más alto en el camino y se apoya en el hombro de su compañero; es más joven y esbelto y lleva una redingote verde, de la que sobresale el cuello blanco de la camisa, y la gorra negra de los primeros Burschenschaft, con su cinta atada bajo la barbilla. Ambos miran la hoz de la luna creciente y el lucero vespertino. La luna iluminada con su luz cenicienta. La escena está enmarcada por un roble desarraigado cubierto de musgo a la derecha, cuyas ramas se extienden hasta las de un abeto a la izquierda; una roca impide que el roble se caiga, y hay otra piedra grande a la izquierda. Al fondo el paisaje se desvanece al descender abruptamente; las copas de los pinos sugieren un bosque. En el plano intermedio hay un tocón y una rama seca grande yace en el suelo. La pintura es casi monocromática en tonos marrones y grises, describiendo el inicio de la noche.
La versión de Dresde generalmente se considera la original, porque ejemplifica perfectamente la sección áurea en las proporciones entre el eje vertical central, el eje perpendicular entre él y la estrella, y el otro eje a través del ojo del hombre mayor. El historiador del arte alemán Werner Busch ve el diseño geométrico como una señal del mensaje trascendente de la naturaleza en las figuras. Como en muchas pinturas de Friedrich, no hay plano medio; la escena terrena en primer plano contrasta con el cielo iluminado y el abismo a los pies de los dos hombres perceptible a través de este contraste, el cual ejemplifica la relación antitética entre el espacio terrenal palpable y la infinidad irracional y sublime explorada por los pintores románticos. La composición los coloca en una relación armoniosa. La obra ha sido descrita como una imagen definitiva del Romanticismo alemán.
Los dos hombres representados pueden ser el mismo Friedrich, a la derecha, y su alumno August Heinrich (1794–1822) a la izquierda; el amigo de Friedrich Wilhelm Wegener dio esta interpretación. En la variante con un hombre y una mujer, la esposa del pintor Caroline Friedrich sería la mujer. Dos historiadores del arte de principios del siglo XX también propusieron ubicaciones. Max Semrau localizó a Friedrich y su amigo Benjamin Friedrich Gotthelf Kummer en un acantilado en la isla de Rügen; Max Sauerlandt, a los mismos dos hombres en las montañas del Harz.

### Hombre y mujer contemplando la luna
En esta pintura, el hombre y la mujer miran dando la espalda al espectador, centrados verticalmente, y a la izquierda. El brazo derecho doblado de la mujer descansa sobre el hombro izquierdo del hombre. La pose serena y contemplativa de la pareja contrasta con las ramas y raíces retorcidos del roble medio arrancado, en oposición a la verticalidad del frondoso pino a la izquierda. Esta irregular y asimétrica composición pictórica— vinculada con la estética rococó del siglo anterior— es bastante rara en el trabajo de Friedrich, a menudo caracterizado por arreglos geométricos regulares.

## Versiones
Según Johan Christian Dahl, primer dueño de la (probable) versión más antigua, Friedrich pintó un número desconocido de copias, y otros también copiaron el cuadro, ya que fue un éxito inmediato. Varias versiones se conocen hoy, pero su datación y autoría no han sido positivamente determinadas; la discusión sobre la cuestión se reavivó en 1991. Aparte de la copia de Dahl (ahora en Dresde) hay una versión en el Museo Metropolitano de Arte, Nueva York, datada en 1825–1830. Además de la adhesión más cercana a la sección áurea, la versión de Dresde se parece más a los bocetos preparatorios de Friedrich tomados de la naturaleza.
Pinturas de la variante con un hombre y una mujer contemplando la luna (Mann und Frau den Mond betrachtend), datadas entre 1818 y 1835, se localizan en la Antigua Galería Nacional de Berlín y en una colección privada en Suiza. El historiador del arte Kaspar Monrad sugiere que esta puede ser la primera versión del tema, y por lo tanto anterior a 1818, cuando el escritor danés Peder Hjort informó obtener tal pintura de Friedrich. Además de sustituir la figura del hombre a la izquierda por una mujer, la versión de Berlín difiere de Dos hombres contemplando la luna en muchos detalles: el tocón está tronchado no cortado, como en la versión de Dresde, la rama muerta ha sido omitida, las copas de los árboles a la derecha son más altas, y decisivamente, el bastón de paseo también ha sido omitido, a pesar de que un examen mediante radiografía revela dos líneas que indican dónde el artista había planeado incluirlo.

## Procedencia
La pintura en la Galerie Neue Meister en Dresde estuvo incluida en la colección de 1830 de Johan Christian Dahl bajo el título Mondscheinlandschaft. Zwei männliche Figuren betrachten den aufgehenden Halbmond (Paisaje iluminado por la luna: Dos figuras masculinas observando la luna creciente); la vendió a la Galería de Arte Real de Dresde en 1840 por 80 táleros. Dahl había obtenido la pintura de Friedrich a cambio de un trabajo propio. La pintura en Berlín con un hombre y una mujer estaba en la tienda de arte Salomon en Dresde en 1922. En 1932 fue exhibida en la galería Paul Cassirer en Berlín como préstamo de la colección de Lulu Böhler en Lucerna, y fue comprada ese año por la Alte Nationalgalerie de la Galería Fritz Nathan de Lucerna.

## Interpretaciones
Con su suave tono melancólico, la pintura personifica la visión romántica de la naturaleza. Las dos figuras meditativas, vistas casi por completo de espaldas, sirven como representantes del espectador, que así se identifica con lo que está viendo y lo dota de significado. Como en la mayoría de los paisajes del maestro alemán, además del misticismo romántico de la tensión entre el mundo palpable y el cosmos interminable, se interpreta también en términos de religión, política  y biografía.

### Religión
El historiador del arte alemán Helmut Börsch-Supan interpreta el abeto de hoja perenne y el roble muerto como símbolos de la cosmovisión cristiana y del paganismo vencido, respectivamente, el camino como el camino de la vida y la luna creciente como Cristo. El roble tradicionalmente ha representado la historia y la tradición, y el abeto perenne, el poder renovador constante de la naturaleza. El árbol desarraigado puede representar la muerte, aunque su contraste con el cielo claro y brillante representa esperanza, vida eterna, y la cercanía de lo sublime, o de Cristo.

### Política
El atuendo altdeutsche Tracht llevado por ambos hombres fue prohibido bajo los Decretos de Karlsbad de 1819, coincidiendo con la creación del trabajo. El propio Friedrich señaló la importancia de este aspecto político en la interpretación de la obra; Karl Förster recuerda en sus memorias que en una visita al estudio del artista en Dresde el 9 de abril de 1820, Friedrich le mostró la pintura y "dijo, irónicamente como una explicación, 'están fomentando intrigas demagógicas'." Muchas de las personas de las pinturas de Friedrich portan este traje nacionalista, sugiriendo  que pretendía un mensaje político contra su supresión; sin embargo, los bocetos y la mayoría de las pinturas son anteriores a la prohibición.